# Péter Szondi
Pour les articles homonymes, voir Szondi.
Péter Szondi (en hongrois : [ˈPeːtɛr ˈsondi]), né le 27 mai 1929 à Budapest et mort le 9 novembre 1971 à Berlin, est un érudit littéraire et philologue hongrois naturalisé allemand. Il est aussi critique littéraire, essayiste.

## Biographie
Le père de Péter Szondi est le psychiatre et psychanalyste juif hongrois Léopold Szondi, qui s'est installé en Suisse en 1944 après sa libération du camp de Bergen-Belsen où il a été détenu cinq mois.
En 1965, Péter Szondi devient professeur à l'Université libre de Berlin, où il dirige l'Institut de littérature générale et comparée. Ses domaines sont l'histoire de la littérature et la littérature comparée.
Il se suicide en 1971, laissant inachevé son livre sur le travail de son ami Paul Celan, qui s'était suicidé l'année précédente. Szondis a trouvé sa dernière demeure au cimetière de Fluntern à Zurich. Son père Léopold et sa mère Ilona « Lili » Livia, née Radványi (1902-1986), ainsi que sa sœur Vera (1928-1978), qui était médecin, sont également enterrés dans la tombe.

## Travaux
- Über eine "Freie Universität", Suhrkamp, 1973
- Die Theorie des bürgerlichen Trauerspiels im 18. Jahrhundert, Suhrkamp, 1973
- Celan-Studien, Suhrkamp, 1972 = Celan Studies, trad. Susan Bernofsky et Harvey Mendelsohn, Stanford University Press, 2003.  (ISBN 9780804744027)
- Hölderlin-Studien, Insel, 1967
- Satz und Gegensatz, Insel, 1964
- Der andere Pfeil, Insel, 1963
- Versuch über das Tragische, Insel, 1961
- Theorie des modernen Dramas, Suhrkamp, 1956
- « Hope in the Past: On Walter Benjamin », reprinted, in: Walter Benjamin (trad. Howard Eiland), Berlin Childhood Around 1900, 2006, Belknap Press [Harvard UP].  (ISBN 0-674-02222-X)

## Voir également
- Léopold Szondi